# Фазлиу, Бахри
Бахри Фазлиу (алб. Bahri Fazliu; 1971—1998) — косовский поэт, публицист и националист. Герой Республики Косово.

## Биография
Бахри Фазлиу родился в селении Лауша, расположенном в окрестностях города Подуево (тогдашняя Югославия, ныне — Республика Косово). Его старший брат Фахри был членом Народного движения Косова и погиб в перестрелке с югославскими силовиками 2 ноября 1989 года в Кодра-э-Диэлите (алб. Kodra e Diellit), районе Приштины.
Бахри Фазлиу был одним из основателей Национального движения за освобождение Косово (алб. Lëvizja Kombëtare për Çlirimin e Kosovës, LKÇK), став его лидером после заключения под стражу Авни Клинаку. Это было революционное движение, стоявшее в оппозиции Демократической лиге Косово и гандизму Ибрагима Руговы.
Фазлиу также являлся главным редактором газеты «Освобождение» (алб. Çlirimi), экземпляры которой тайно доставлялись в Косово каждые три месяца. 7 мая 1998 года он был убит в перестрелке с югославскими военными в районе Бьешка-э-Богикес, в окрестностях черногорского города Плав, расположенном на границе с Албанией и Косово. Это произошло за 4 дня до официального соглашения между Национальным движением за освобождение Косово и только заявившей о себе Армией освобождения Косово, в результате которого это движение влилось в состав армии.

## Память
Именем Бахри Фазлиу названы улицы в городах Республики Косово. Кроме того, ему посмертно было присвоено звание Героя Косово (алб. Hero i Kosovës).

## Публикации
- Kundër mistifikimit, për të vërtetën, Çlirimi, Prishtina, 2000.[1]